# Tulsk
Tulsk (iriska: Tuilsce) är en ort i republiken Irland.   Den ligger i grevskapet Roscommon och provinsen Connacht, i den norra delen av landet, 140 km väster om huvudstaden Dublin. Tulsk ligger 53 meter över havet och antalet invånare är 195.
Terrängen runt Tulsk är huvudsakligen platt. Tulsk ligger nere i en dal. Runt Tulsk är det glesbefolkat, med 11 invånare per kvadratkilometer. Närmaste större samhälle är Roscommon, 17,2 km söder om Tulsk. Trakten runt Tulsk består i huvudsak av gräsmarker.